# سرای (وان)
سرای (به ترکی استانبولی: Saray، به کردی: Sêrê) یک منطقهٔ مسکونی در ترکیه است که در استان وان واقع شده‌است.